# Jaroszewice Grodzieckie
Jaroszewice Grodzieckie (prononciation : [jarɔʂɛˈvit͡sɛ ɡrɔˈd͡ʑɛt͡skʲɛ]) est un village polonais de la gmina de Rychwał dans le powiat de Konin de la voïvodie de Grande-Pologne dans le centre-ouest de la Pologne.
Il se situe à environ 3 kilomètres à l'ouest de Rychwał (siège de la gmina), à 17 kilomètres au sud-ouest de Konin (siège du powiat) et à 87 kilomètres au sud-est de Poznań (capitale régionale).

## Histoire
De 1975 à 1998, le village faisait partie du territoire de la voïvodie de Konin.

Depuis 1999, Jaroszewice Grodzieckie est situé dans la voïvodie de Grande-Pologne.